# Allianz Trade
Allianz Trade (ранее Euler Hermes)– страховая компания, являющаяся самой крупной в мире компанией, специализирующейся на страховании экспортных кредитов. Принадлежит французскому страховщику Allianz France, которая в свою очередь принадлежит крупнейшему немецкому страховщику Allianz SE. Доля Allianz Trade составляет 34% (2011 год) мирового рынка страхования экспортных кредитов.
Занимаясь кредитным страхованием, защитой от финансовых рисков более 100 лет, компания Allianz Trade сформировала полный спектр услуг для управления дебиторской задолженностью компаний. Компания покрывает риски, которые  могут возникнуть в случае просрочки платежа, а также в результате банкротства покупателя. Данные риски получили название «коммерческих рисков». Кредитное страхование (в русскоязычной терминологии – страхование дебиторской задолженности) покрывает обязательства по стандартным договорам поставки товаров или оказания услуг с отсрочкой платежа, а также другие виды рисков.
Кроме того, компания предлагает страхование авансовых платежей.
Деятельность Allianz Trade охватывает процессы  управления рисками на пяти континентах, группа Allianz Trade имеет своих представителей и филиалы в 54 странах мира. База данных, которой обладает компания, содержит сведения о более чем 40 миллионах компаний по всему миру. Заключенные договоры страхования кредитных рисков обеспечивают покрытие поставок товаров и услуг в 200 стран.

### Совет директоров
- Кларис Копф, Генеральный директор и председатель совета директоров[4]
- Фабрис Десно
- Флоренс Лекутр
- Анил Берри
- Фредерик Безье
- Луи Лимон-Дюпаркмье
- Вирждиния Фовел
- Майкл Эйтельвайн